# Ezequiel Treister
Ezequiel Treister (Buenos Aires, 18 de junio de 1979) es un astrofísico argentino, reconocido por sus descubrimientos relativos a la presencia de agujeros negros desde los inicios del universo. Los resultados de las investigaciones de Treister y su equipo de trabajo han demostrado que los agujeros negros crecieron junto con sus galaxias anfitrionas a lo largo de la historia cósmica, a partir de los primeros tiempos, según publica la revista Nature.

## Síntesis biográfica
Treister nació en Buenos Aires, Argentina, en 1979. Completó estudios de física en 2000, y se diplomó en astronomía en la Universidad de Chile en 2005, con una tesis sobre «Población de núcleos activos de galaxias y su contribución al fondo de rayos X e infrarrojos». En 2003 completó un posgrado en astronomía en la Universidad de Yale.
Treister está asociado al sistema Chandra de la Universidad de Hawái, fue profesor en la Universidad de Concepción hasta 2015 y desde 2016 ha sido profesor asoaciado en la Pontificia Universidad Católica de Chile.

## Investigación
Treister ha desarrollado investigaciones mediante el Observatorio de rayos X Chandra desde el Instituto de Astronomía de la Universidad de Hawái y con el sistema ESO, que cuenta con los observatorios de La Silla, Paranal y Llano de Chajnantor en Chile.
La temática ha profundizado en las relaciones entre el origen del universo, la evolución de las galaxias y los agujeros negros. La luz de las galaxias lejanas parece haber viajado durante 13 000 millones de años en el cosmos antes de ser detectada por los telescopios terrestres. También llegó a la tierra luego de tan largo viaje radiación X producida por la acción de los distantes agujeros negros al devorar polvo y gases de las galaxias que los albergan. El equipo de Treister detectó y amplificó la radiación X en alrededor de 200 galaxias, determinando que «los agujeros negros han crecido junto con las galaxias que los han albergado a lo largo de toda la historia del cosmos», y que lo hicieron con mayor rapidez de lo que se creía hasta ese momento.

## Publicaciones
- Properties of Low Surface Brightness Galaxies and Normal Spirals in the Near-Infrared, Galaz, G., Dalcanton, J.J., Infante, L., Treister, E., 2002, Astronomical Journal, 124, 1360
- The CYDER survey: first results, Castander, F.J, Treister, E., Maza, J., Coppi, P.S., Maccarone, T.J., Zepf, S.E., Guzman, R., Ruiz, M.T., 2003, Astronomische Nachrichten, 324, 40.
- An X-Ray-selected AGN at z=4.6 Discovered by the CYDER Survey, Treister, E., Castander, F.J., Maccarone, T.J., Herrera, D., Gawiser, E., Maza, J., Coppi, P. S., 2004, Astrophysical Journal, 603, 36.
- Obscured Active Galactic Nuclei and the X-Ray, Optical, and Far-Infrared Number Counts of Active Galactic Nuclei in the GOODS Fields, Treister, E., Urry, C.M., Chatzichristou, E., Bauer, F., Alexander, D.M., Koekemoer, A., Van Duyne, J., Brandt, W.N., Bergeron, J., Stern, D., Moustakas,L.A., Chary, R.-R., Conselice, C., Cristiani, S., Grogin, N., 2004, Astrophysical Journal, 616, 123.
- The Evolution of Obscuration in AGN, Treister, E., Urry, C.M., Astrophysical Journal Letters, 2006, 652L, 79.
- Clustering of Intermediate Luminosity X-ray selected AGN, Francke, H., Gawiser, E., Lira,P., Treister, E. et al., Astrophysical Journal Letters, in press, arXiv:0711.3913
- Measuring the Fraction of Obscured Quasars by the Infrared Luminosity of Unobscured Quasars, Treister, E., Krolik, J.H., Dullemond, C., Astrophysical Journal.